# Carentonosaurus mineaui
Il carentonosauro (Carentonosaurus mineaui) è un rettile estinto appartenente agli squamati. Visse all'inizio del Cretaceo superiore (Cenomaniano, circa 100 milioni di anni fa), e i suoi resti sono stati ritrovati in Francia.

## Descrizione
Di medie dimensioni (1-2 metri di lunghezza), questo animale esternamente doveva essere simile a un varano con alcune specializzazioni per la vita acquatica. Le zampe erano probabilmente palmate, mentre il cranio era sottile e munito di denti acuminati. La caratteristica più interessante del carentonosauro, però, era data dalle vertebre dorsali: queste erano molto più ingrossate rispetto a quelle delle lucertole (condizione nota come pachiostosi), in un modo molto simile a quanto si riscontra in numerosi altri amnioti acquatici; la pachiostosi, infatti, permette a questi animali di rimanere immersi più a lungo, sfruttando il maggior peso.

## Habitat
I fossili di questo rettile, come quelli di tutti gli altri aigialosauridi, sono stati ritrovati in sedimenti marini di acque poco profonde e calde. Durante il Cenomaniano vi furono numerosi rettili simili a lucertole che svilupparono la pachiostosi e si adattarono all'ambiente marino, in particolare nella regione dell'oceano scomparso Tetide delimitata dalle attuali regioni dell'Europa, del Nordafrica e del Medio Oriente. È interessante notare come questi animali si svilupparono nel periodo più caldo di tutto il Mesozoico.